# Cladonia portentosa
Cladonia portentosa és una espècie liquenitzada de fong ascomicot de l'ordre dels lecanorals (Lecanorales), família Cladoniaceae. És un liquen fruticós (com un menut arbust) de color clar.

## Morfologia
C. portentosa forma mates compactes de fins a 6 cm d'alt. Té moltes branques i l'angle del brancatge és més gran que en Cladonia rangiferina.

## Il·lustracions
Gilbert, O. 2004.